# Всеобщие выборы в Боливии (1956)
Всеобщие выборы в Боливии прошли 17 июня 1956 года. Они стали первыми после введения в стране всеобщего избирательного права.
На президентских выборах Эрнан Силес Суасо от Националистического революционного движения (НРД) был избран президентом, получив 84 % голосов избирателей а НРД получило 61 из 68 мест Палаты депутатов и все 18 мест Палаты сенаторов.

## Результаты
| Партия                                    | Кандидат в президенты               | Голоса    | %    | Мест             | Мест  |
| Партия                                    | Кандидат в президенты               | Голоса    | %    | Палата депутатив | Сенат |
| ----------------------------------------- | ----------------------------------- | --------- | ---- | ---------------- | ----- |
| Националистическое революционное движение | Эрнан Силес Суасо                   | 787 792   | 84,4 | 61               | 18    |
| Боливийская социалистическая фаланга      | Оскар Унсага                        | 130 494   | 14,0 | 7                | 0     |
| Коммунистическая партия Боливии           | Фелипе Иньигес Медрано              | 12 273    | 1,3  | 0                | 0     |
| Революционная рабочая партия              | Уго Гонсалес Москосо                | 2 329     | 0,2  | 0                | 0     |
| Недействительных/пустых бюллетеней        | Недействительных/пустых бюллетеней  | 25 532    | -    | -                | -     |
| Всего                                     | Всего                               | 958 016   | 100  | 68               | 18    |
| Зарегистрированных избирателей/Явка       | Зарегистрированных избирателей/Явка | 1 126 528 | 85,0 | -                | -     |
| Источник: Nohlen                          |                                     |           |      |                  |       |